# Casa Almató
La Casa Almató és un edifici del municipi de Sant Feliu Sasserra (Bages) protegida com a bé cultural d'interès local.

## Descripció
Es tracta d'una casa d'estructura pairal, amb planta baixa, dos pisos i golfes, que ha quedat englobada dins el nucli del poble fent cantonada. La planta és rectangular i té coberta a doble vessant. Hi ha alguns annexes posteriors. L'exterior, de reble arrebossat, presenta tres plantes. Pel cantó del carrer de Sant Pere Almató, que és on té l'entrada principal, manté l'estructura de casa de poble i una llinda amb la data de 1782. Al primer pis té un balcó adovellat amb pedra i una finestra també adovellada. Corona aquesta façana un petit campanar d'un ull que correspon a la capella interior. A la façana del Pas Nou destaquen tres balcons, una font adossada l'any 1868, una porta d'entrada secundària i un rellotge de sol. Al darrere té un jardí.

## Història
En aquesta casa hi va néixer el pare Pere Almató i Ribera (1830-1861), dominicà que es dedicà a la vida missionera. Per aquest motiu fou destinat a les Filipines. Durant una revolta indígena fou martiritzat. El Papa Pius X el va beatificar el 1906 i el 1988 fou canonitzat. És un dels personatges més populars del poble, per la qual cosa el seu nom ha estat posat a molts elements de la vida ciutadana. Unes rajoles de la casa ens recorden la seva vida.